# Google Goggles
Google Goggles era una aplicació mòbil de reconeixement d’imatges desenvolupada per Google. Es va utilitzar per a cerques basades en imatges preses per dispositius de mà. Per exemple, fent una foto d'un punt determinat famós cercava informació sobre ell (es podia fer fins i tot amb una foto d'una obra d'art d'un museu) o fent una foto del codi de barres d'un producte cercava informació sobre el producte.

## Història
Google Goggles es va desenvolupar per utilitzar-lo al sistema operatiu Android de Google per a dispositius mòbils. Tot i que inicialment només estava disponible en una versió beta per a telèfons Android, Google va anunciar els seus plans per permetre que el programari s'executés en altres plataformes, especialment els dispositius iPhone i BlackBerry. Google no va parlar mai de fer-lo sobre un suport no portàtil. El responsable del producte de Google, Shailesh Nalawadi, va indicar que Google volia que Goggles fos una plataforma d’aplicacions, com Google Maps, no només un sol producte. El 5 d'octubre de 2010, Google va anunciar la disponibilitat de Google Goggles per a dispositius amb iOS 4.0. En una actualització de Google Mobile per a iOS del maig del 2014, es va eliminar la funció Google Goggles.
A Google I/O 2017, es va anunciar Google Lens, una aplicació similar, que té funcions molt semblant a Google Goggles i que utilitza l'Assistent de Google.
L'aplicació es va deixar de fer oficialment el 20 d'agost de 2018, amb l'última actualització que va dirigir als usuaris a baixar Google Lens o Google Photos en iniciar l'aplicació.

## Característiques
El sistema podria identificar diverses etiquetes o punts de referència, cosa que permet als usuaris conèixer aquests elements sense necessitat d’una cerca basada en text. El sistema podia identificar codis de barres o etiquetes de productes permetent als usuaris buscar productes i preus similars i guardar codis per a futures referències, de manera similar al CueCat de finals dels anys noranta. El sistema també reconeixia el text imprès i utilitzava el reconeixement òptic de caràcters (OCR) per produir un fragment de text i, en alguns casos, fins i tot traduir el fragment a un altre idioma.

### Museu d’Art Metropolità
El Metropolitan Museum of Art va anunciar el desembre de 2011 la seva col·laboració amb Google per utilitzar Google Goggles per proporcionar informació sobre les obres d'art al museu mitjançant enllaços directes al lloc web del Metropolitan Museum of Art.